# Cartigliano
Cartigliano là một đô thị tại tỉnh Vicenza ở vùng Veneto, Ý.
Đô thị này có diện tích 7  km², dân số là 3848 người (thời điểm 28 tháng 1 năm 2008)